# Hoplodrina brunnescens
Hoplodrina brunnescens là một loài bướm đêm trong họ Noctuidae.